# 滑液包炎
滑液包炎（かつえきほうえん）は、滑液包といわれる液体で満たされた1つまたは複数の袋の炎症または腫れのことである。滑膜で覆われた滑液包は、関節の動きを滑らかにする滑液を生成し、人体に150以上ある。滑液包炎の症状は、患部の動きの制限、圧痛、痛みである。徐々に発症した場合、痛みが生じない症例がある。合併症には、敗血症性滑液包炎があげられる。

## 原因
滑液包炎の原因には、使いすぎ、感染、外傷、炎症性疾患などがあげられる。最も一般的に影響を受けるのは、膝蓋骨前部、肘頭、転子部、踵骨後部である。滑液包は、筋肉、腱などの組織が骨の突出した部分を横切る箇所にある。通常は、組織間の動きを改善する機能がある。

## 診断
一般に症状と診察に基づいて診断し、場合により、検査を追加して診断を確定する。症状が同様で原因が異なるものに、関節炎、骨折、腱炎、神経の障害などがあげられる。

## 治療
治療は通常、安静、冷却、圧迫、非ステロイド性抗炎症薬(NSAID) による。ステロイド注射または手術はあまり一般的ではない。慢性の滑液包炎におけるステロイド注射の治療は、おこなわれるが2020年以後からその根拠は不足している。滑液包炎は、男女同等に一般的にみられる症状である。